# Église Saint-Michel de Prats
L'église Saint-Michel (catalan : església de Sant Miquel) est une église romane construite dans le village de Prats (paroisse de Canillo), en Andorre,.

## Histoire
Elle a été construite entre le XIIe siècle et le XIIIe siècle. Elle est mentionnée pour la première fois dans un document en 1312. Une restauration a eu lieu dans les années 1980. L'édifice présente le statut de protection Bé d'interès cultural depuis juillet 2003.

## Architecture
L'église est bâtie sur un terrain en pente dans un style architectural roman. La nef est de plan rectangulaire et possède des murs d'un mètre d'épaisseur. Une abside semi-circulaire fait saillie à l'est. La façade principale est orientée à l'ouest et présente une porte d'entrée encadrée d'un arc brisé ce qui est unique en Andorre. Cette façade est surmontée d'un clocher-mur comportant deux arcs en plein cintre.

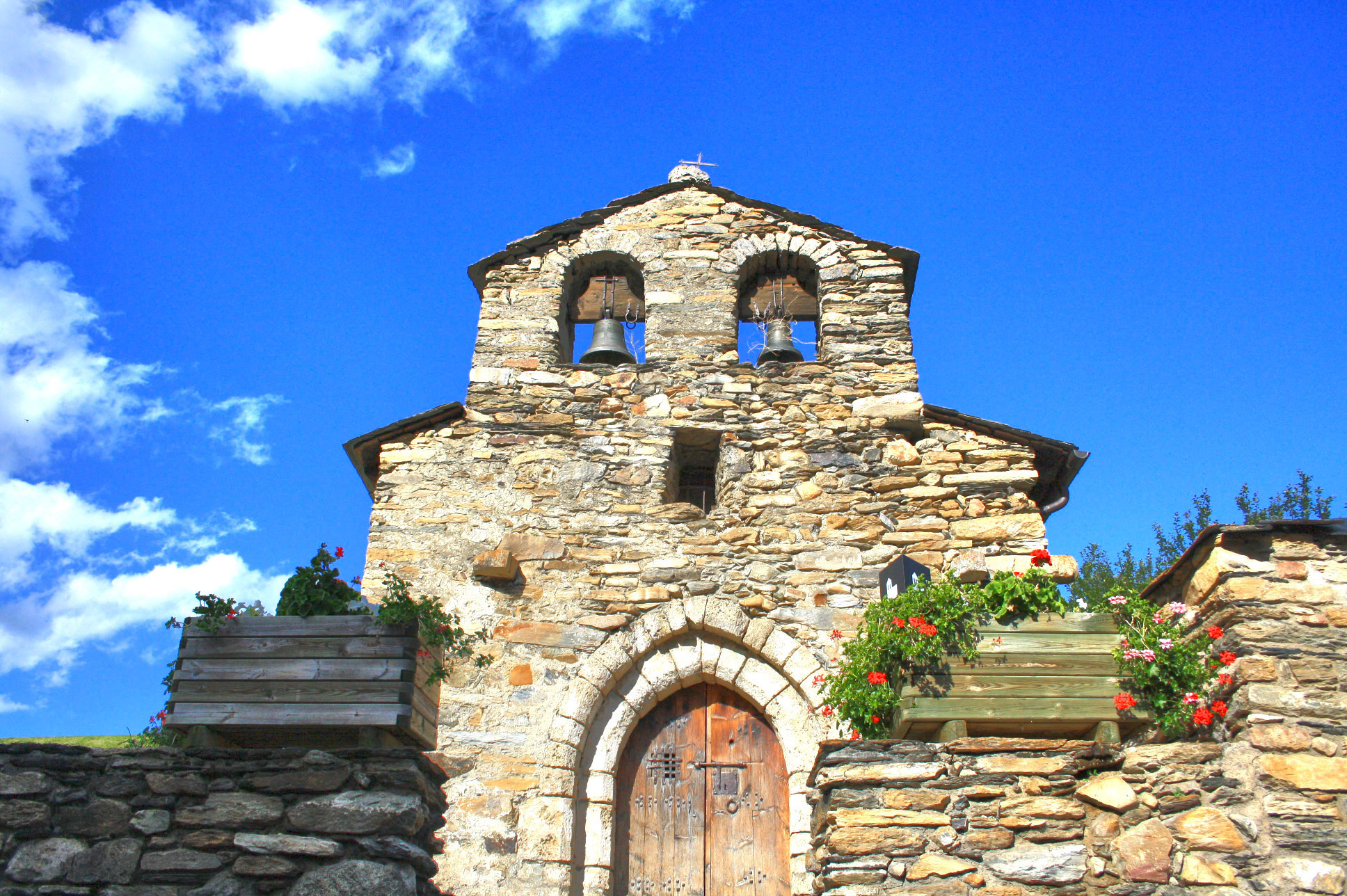
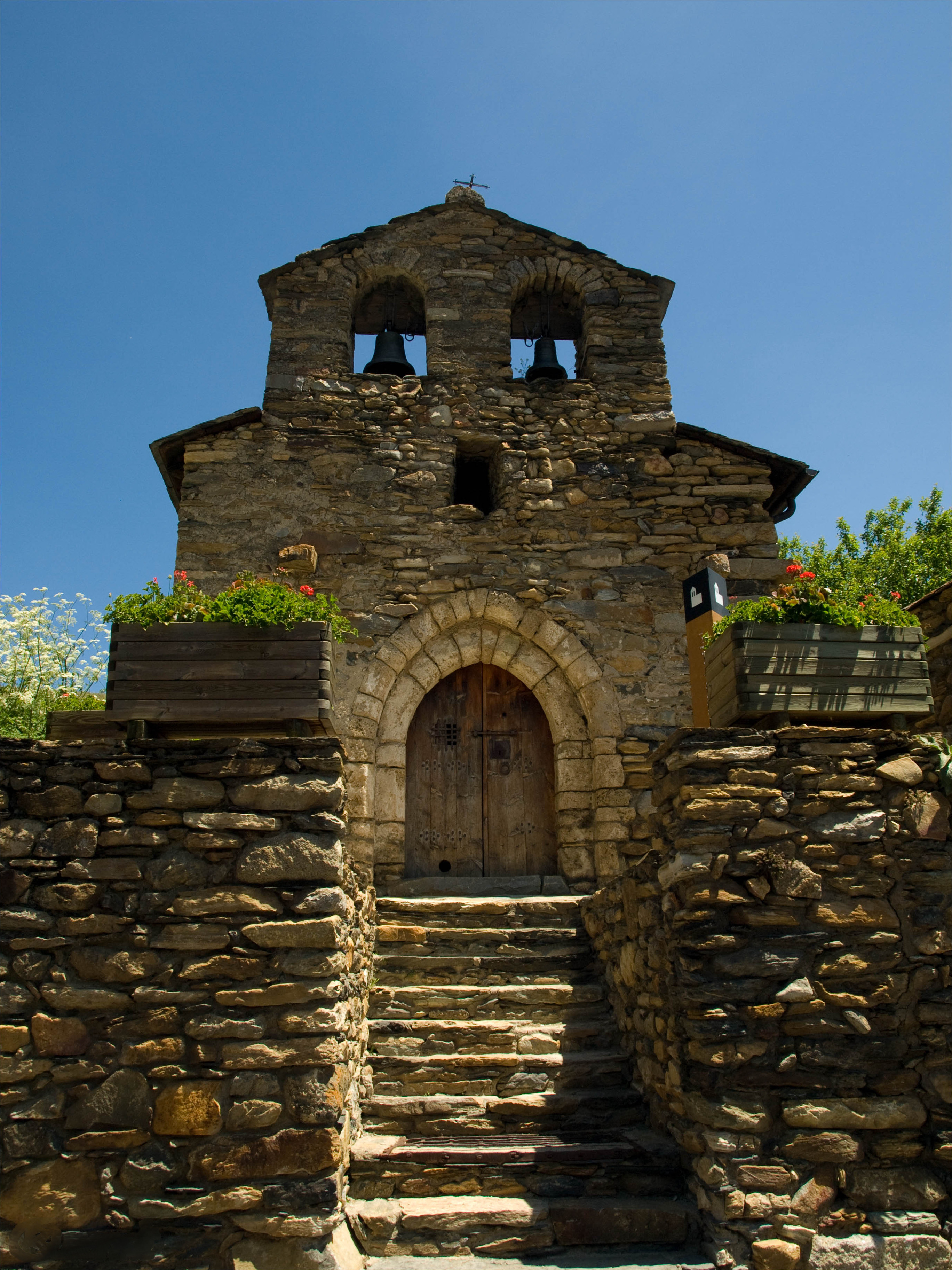
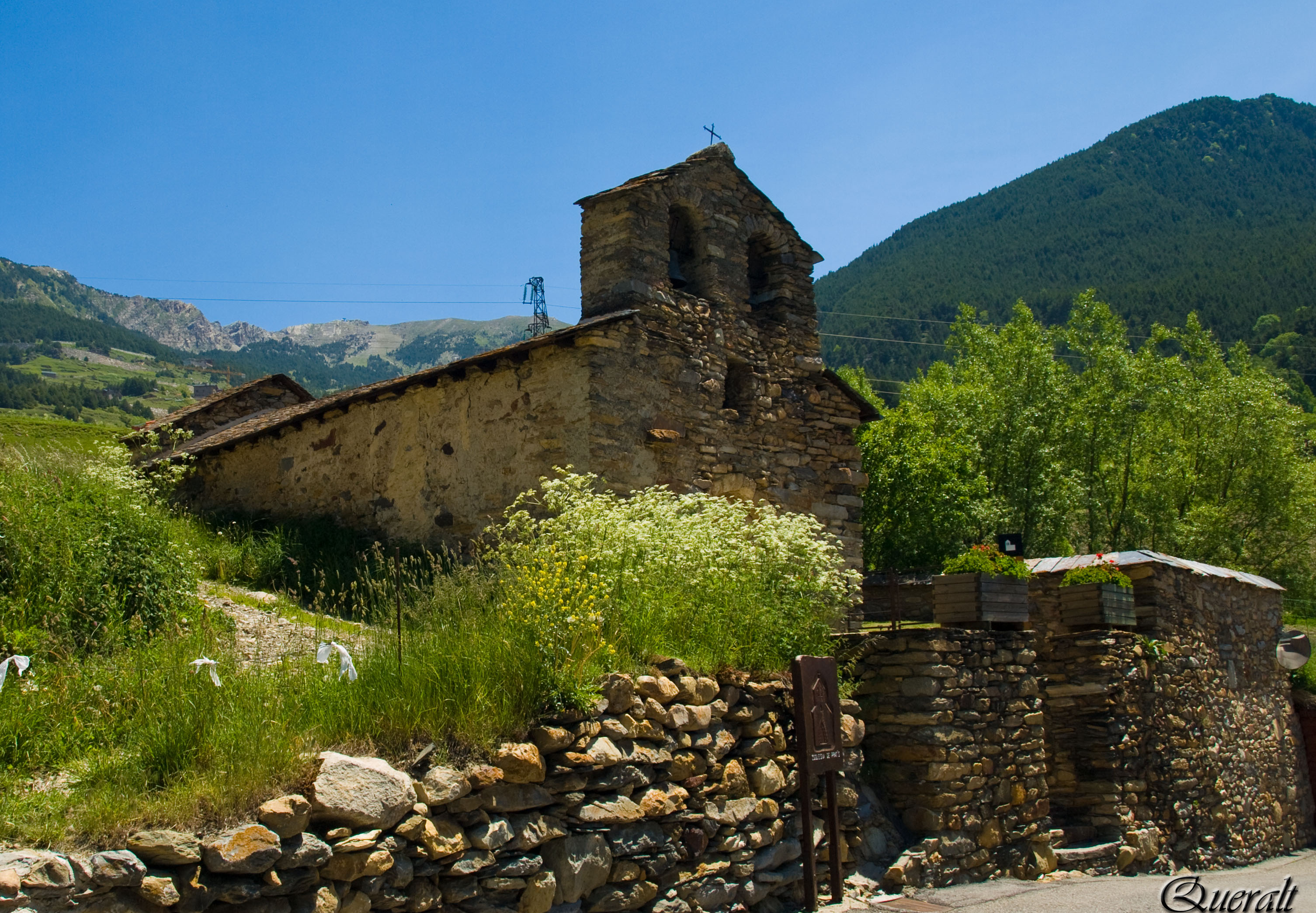